# Way to Break My Heart
"Way to Break My Heart" é uma canção do cantor e compositor inglês Ed Sheeran para o seu quarto álbum de estúdio, No.6 Collaborations Project (2019), lançado pela Asylum Records e Atlantic Records a 12 de Julho de 2019. Apresenta o DJ norte-americano Skrillex. A canção foi escrita por Sheeran, Skrillex e Steve Mac. Os dois últimos ficaram encarregues da produção da música.
A letra da música descreve o profundo amor de Sheeran por alguém e como sua partida afetou ele e suas emoções. No início, Sheeran reflete sobre as memórias do seu relacionamento, mas mais tarde no refrão, ele revela que a rapariga terminou com ele e namora com outra pessoa.

## Desempenho nas tabelas musicais
Tabelas semanais
| País — Tabela musical (2019)                     | Posição de pico |
| ------------------------------------------------ | --------------- |
| Austrália — Top 100 Singles (ARIA Charts)        | 50              |
| Canadá — Hot 100 (Billboard)                     | 79              |
| Suécia — Top Singles Top 100 (Sverigetopplistan) | 73              |